# Rubînivka, Djankoi
Rubînivka (în ucraineană Рубинівка) este un sat în comuna Kindratove din raionul Djankoi, Republica Autonomă Crimeea, Ucraina.

## Demografie
Componența lingvistică a localității Rubînivka
     Rusă (47,22%)
     Tătară crimeeană (37,64%)
     Ucraineană (12,03%)
     Alte limbi (0,45%)
Conform recensământului din 2001, nu exista o limbă vorbită de majoritatea populației, aceasta fiind compusă din vorbitori de rusă (47,22%), tătară crimeeană (37,64%) și ucraineană (12,03%).